# ジェレミ・ベルト
ジェレミー・ベルト（Jérémy Berthod, 1984年4月24日 - ）は、フランス・ローヌ県出身のサッカー選手。ポジションはディフェンダー。

## 経歴
12歳でオリンピック・リヨンの下部組織に入団し、2001年トリニダード・トバゴで開催されたFIFA U-17世界選手権で優勝する。2003年9月13日のAJオセール戦でリーグ・アンデビューを果たすもエリック・アビダルがおり出場の機会は限られていた。
2007-08シーズンASモナコに左サイドバックのレギュラーとして期待され移籍するもヴァンサン・ミュラトリとの競争に敗れ、2008-09シーズンにオセールに移籍。しかしながらオセールでもレギュラーとは言い難いシーズンを過ごし、2011-12シーズンの終了後、降格が決まったチームとの契約を解除した。
2013年2月、半年以上の無所属期間を経て、ノルウェーのサルプスボルグ08と2年契約を結んだ。

## タイトル
リヨン
- リーグ・アン: 2003-04, 2004-05, 2005-06, 2006-07
- トロフェ・デ・シャンピオン: 2004, 2005, 2006

U-17フランス代表
- FIFA U-17世界選手権: 2001